# Мак-Крорі (Арканзас)
Мак-Крорі (англ. McCrory) — місто (англ. city) в США, в окрузі Вудрафф штату Арканзас. Населення — 1583 особи (2020).

## Географія
Мак-Крорі розташований на висоті 64 метри над рівнем моря за координатами 35°15′27″ пн. ш. 91°11′49″ зх. д. / 35.25750° пн. ш. 91.19694° зх. д. (35.257432, -91.197059).  За даними Бюро перепису населення США в 2010 році місто мало площу 6,18 км², уся площа — суходіл.

## Демографія
Згідно з переписом 2010 року, у місті мешкало 1729 осіб у 718 домогосподарствах у складі 436 родин. Густота населення становила 280 осіб/км².  Було 815 помешкань (132/км²). 
Расовий склад населення:
| - 81,3 % — білих - 16,9 % — чорних або афроамериканців - 0,1 % — корінних американців |

До двох чи більше рас належало 1,2 %. Іспаномовні складали 1,0 % від усіх жителів.
За віковим діапазоном населення розподілялося таким чином: 23,5 % — особи молодші 18 років, 55,7 % — особи у віці 18—64 років, 20,8 % — особи у віці 65 років та старші. Медіана віку мешканця становила 41,4 року. На 100 осіб жіночої статі у місті припадало 77,5 чоловіків;  на 100 жінок у віці від 18 років та старших — 72,9 чоловіків також старших 18 років.
Середній дохід на одне домашнє господарство  становив 36 446 доларів США (медіана — 25 234), а середній дохід на одну сім'ю — 43 965 доларів (медіана — 30 398). За межею бідності перебувало 18,8 % осіб, у тому числі 20,3 % дітей у віці до 18 років та 9,3 % осіб у віці 65 років та старших.
Цивільне працевлаштоване населення становило 661 осіб. Основні галузі зайнятості: освіта, охорона здоров'я та соціальна допомога — 24,4 %, роздрібна торгівля — 13,8 %, сільське господарство, лісництво, риболовля — 13,6 %.
За даними перепису населення 2000 року в Мак-Крорі проживало 1850 осіб, 482 родини, налічувалося 752 домашніх господарств і 855 житлових будинків. Середня густота населення становила близько 298 осіб на один квадратний кілометр. Расовий склад Мак-Крорі за даними перепису розподілився таким чином: 79,46 % білих, 18,92 % — чорних або афроамериканців, 0,11 % — корінних американців, 0,11 % — азіатів, 0,43 % — вихідців з тихоокеанських островів, 0,86 % — представників змішаних рас, 0,11 % — інших народів. Іспаномовні склали 0,92 % від усіх жителів міста.
З 752 домашніх господарств в 31,3 % — виховували дітей віком до 18 років, 44,8 % представляли собою подружні пари, які спільно проживали, в 16,4 % сімей жінки проживали без чоловіків, 35,9 % не мали сімей. 32,8 % від загального числа сімей на момент перепису жили самостійно, при цьому 17,7 % склали самотні літні люди у віці 65 років та старше. Середній розмір домашнього господарства склав 2,31 особи, а середній розмір родини — 2,92 людини.
Населення міста за віковим діапазоном за даними перепису 2000 року розподілилося таким чином: 24,0 % — жителі молодше 18 років, 9,8 % — між 18 і 24 роками, 22,5 % — від 25 до 44 років, 22,3 % — від 45 до 64 років і 21,4 % — у віці 65 років та старше. Середній вік мешканця склав 40 років. На кожні 100 жінок в Мак-Крорі припадало 74,5 чоловіків, у віці від 18 років та старше — 70,8 чоловіків також старше 18 років.
Середній дохід на одне домашнє господарство в місті склав 24 375 доларів США, а середній дохід на одну сім'ю — 32 179 доларів. При цьому чоловіки мали середній дохід в 26 534 долара США на рік проти 18 050 доларів середньорічного доходу у жінок. Дохід на душу населення в місті склав 15 351 долар на рік. 16,6 % від усього числа сімей в окрузі і 20,8 % від усієї чисельності населення перебувало на момент перепису населення за межею бідності, при цьому 28,3 % з них були молодші 18 років і 18,7 % — у віці 65 років та старше.